# Missbruk av förmanskap
Missbruk av förmanskap kallas ett brott som begås i det militära.
Detta brott innebär att befäl kommenderar underlydande till något som inte ingår i dennes tjänst. Brottet kan leda till disciplinstraff eller fängelse i högst 1 år. Liknande typ av brott är exempelvis missbruk av urkund.